# Bánd
Bánd is een plaats (község) en gemeente in het Hongaarse comitaat Veszprém. Bánd telt 661 inwoners (2001).

## Geboren
- Ferenc Mádl (1931-2011), president van Hongarije (2000-2005)

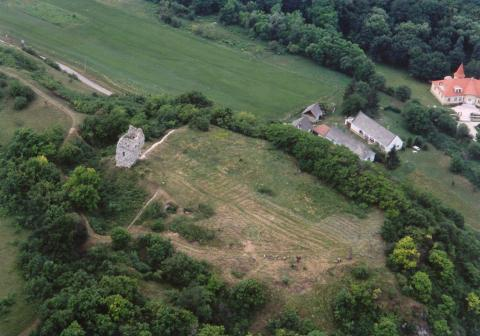
Bánd